# 9161 Beaufort
9161 Beaufort (1987 BZ1) là một tiểu hành tinh vành đai chính được phát hiện ngày 26 tháng 1 năm 1987 bởi E. W. Elst ở Đài thiên văn Nam Âu.